# Schefflera microgyne
Schefflera microgyne är en araliaväxtart som beskrevs av Hermann August Theodor Harms. Schefflera microgyne ingår i släktet Schefflera och familjen araliaväxter. Inga underarter finns listade.